# Josef Poppelack

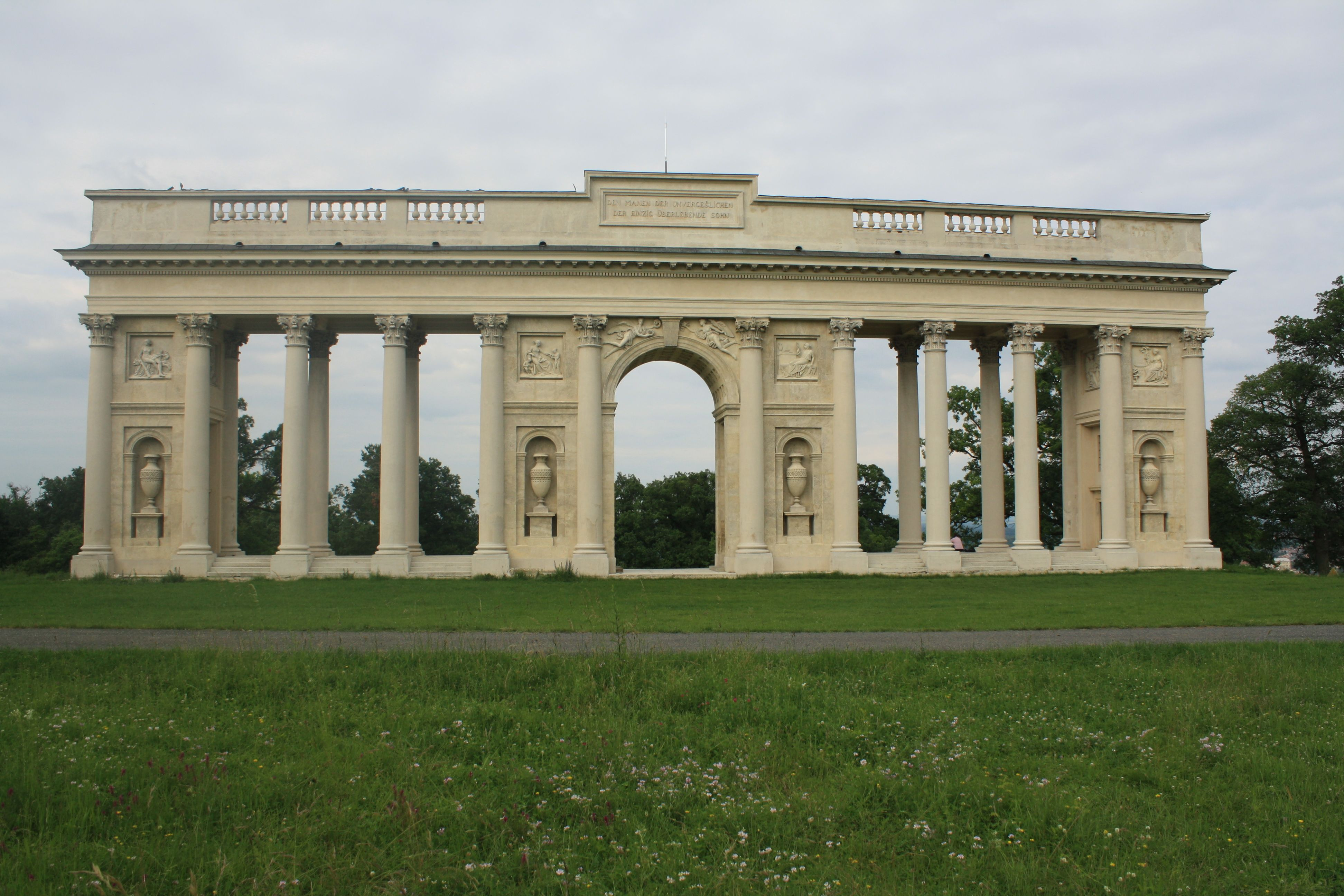
Kolonnade Na Reistně

Josef Poppelack (* 2. März 1780 in Peterwitz bei Leobschütz, Schlesien; † 3. März 1859 in Feldsberg, Mähren) war ein Architekt und Baumeister.
Bekannt wurde er als Architekt der Fürsten von Liechtenstein Alois I. und Johann I. Josef. Heute findet man von ihm errichtete Baudenkmäler in der Region Lednice-Valtice in Südmähren.

## Werke
- Grenzschloss in Hlohovec (nach Plänen von Franz Josef Engel)[1]
- Kolonnade Na Reistně bei Valtice (nach Plänen von Joseph Hardtmuth)[2]
- Tempel der Drei Grazien (nach Plänen von Franz Josef Engel)